# Liste des monuments classés de Saint-Gilles
Cet article recense le patrimoine immobilier protégé à Saint-Gilles. Le patrimoine immobilier protégé fait partie du patrimoine culturel en Belgique.
|    | Le bien                                                    | Date de clas.                     | Année     | Architecte                         | Style                     | Adresse                                                                         | Coordonnées                 | ID                       | Photo |
| -- | ---------------------------------------------------------- | --------------------------------- | --------- | ---------------------------------- | ------------------------- | ------------------------------------------------------------------------------- | --------------------------- | ------------------------ | ----- |
| 1  | Ancien cinéma Aegidium                                     | 15 mai 1997 8 juin 2006           | 1905      | Guillaume Segers                   | Eclectisme                | Parvis Saint-gilles 18                                                          | 50° 49′ 51″ N, 4° 20′ 44″ E | 2271-0024/0 2271-0024/1  |       |
| 2  | Ancien Magasin Stan                                        | 3 mars 2011                       | 1939      | Robert Lemaire                     | Modernisme                | Chaussée de Waterloo 152                                                        | 50° 49′ 41″ N, 4° 20′ 40″ E | 2271-0080/0              |       |
| 3  | Ancienne charcuterie                                       | 17 février 2011                   | 1902      | L. Deville                         | Eclectisme                | Avenue Paul Dejaer 16                                                           | 50° 49′ 35″ N, 4° 20′ 42″ E | 2271-0095/0              |       |
| 4  | Ancienne Clinique du Docteur Van Neck                      | 7 décembre 1981 7 mai 2015        | 1910      | Antoine Pompe                      | Prémodernisme             | Rue Henri Wafelaerts 53                                                         | 50° 49′ 16″ N, 4° 21′ 00″ E | 2271-0005/0 2271-0005/1  |       |
| 5  | Ancienne maison et atelier du peintre Eugène Broerman      | 16 octobre 1997                   | 1904      | Jacques Van Mansfeld               | Eclectisme                | Place Antoine Delporte 2                                                        | 50° 49′ 22″ N, 4° 20′ 50″ E | 2271-0039/0              |       |
| 6  | Ancienne maison et atelier du peintre Hennebicq            | 9 octobre 1997                    | 1873      |                                    | Eclectisme                | Rue de Lausanne 1 - 3                                                           | 50° 49′ 52″ N, 4° 21′ 10″ E | 2271-0036/0              |       |
| 7  | Ancienne patinoire à roulettes 'Royal Skating'             | 9 mars 1995                       | 1877      | Gérard Marechal                    | Néo-classicisme           | Rue Veydt 15 , Rue Faider 6                                                     | 50° 49′ 47″ N, 4° 21′ 25″ E | 2271-0044/0              |       |
| 8  | Ancienne propriété J-B Robie                               | 13 février 2003                   |           |                                    | Jardin privé              | Rue Saint-bernard 74                                                            | 50° 49′ 41″ N, 4° 21′ 13″ E | 2271-0062/0              |       |
| 9  | Boucherie La Triperie Saint-Gilloise                       | 8 décembre 2005                   | 1904      | Hubert De Kock                     | Eclectisme                | Parvis Saint-gilles 19 - 21                                                     | 50° 49′ 49″ N, 4° 20′ 41″ E | 2271-0025/1              |       |
| 10 | Cité Fontainas et jardin                                   | 12 janvier 1983                   | 1867      | Henri Beyaert, Antoine Trappeniers | Néo-classicisme           | Cite Fontainas 1                                                                | 50° 50′ 01″ N, 4° 20′ 31″ E | 2271-0006/0              |       |
| 11 | École communale n° 6 - J.J. Michel                         | 21 juin 2001                      | 1891      | Edmond Quetin                      | Eclectisme                | Rue de Bordeaux 14                                                              | 50° 49′ 49″ N, 4° 21′ 07″ E | 2271-0064/0              |       |
| 12 | Église Saint-Gilles                                        | 16 mars 1995                      | 1866-1878 | Victor Besme                       | Eclectisme                | Parvis Saint-gilles                                                             | 50° 49′ 50″ N, 4° 20′ 37″ E | 2271-0001/0              |       |
| 13 | Enseigne publicitaire Tintin et Milou                      | 1er juin 2006                     |           |                                    | Enseigne publicitaire     | Avenue Paul-henri Spaak 7                                                       | 50° 50′ 19″ N, 4° 20′ 10″ E | 2271-0082/0              |       |
| 14 | Ensemble de maisons Art nouveau                            | 6 juillet 2006                    | 1898      | Armand Van Waesberghe              | Art Nouveau               | Avenue Ducpetiaux 18 - 20                                                       | 50° 49′ 25″ N, 4° 21′ 11″ E | 2271-0074/0              |       |
| 15 | Ensemble de maisons Art nouveau                            | 8 mai 2008                        | 1901      | Jean-Pierre Van Oostveen           | Art Nouveau               | Chaussee de Waterloo 246 - 256                                                  | 50° 49′ 34″ N, 4° 20′ 49″ E | 2271-0015/0              |       |
| 16 | Ensemble de maisons Art nouveau                            | 8 août 1988                       | 1900-1902 | Ernest Blerot                      | Art Nouveau               | Avenue Jean Volders 42 - 48, Chaussée de Waterloo 13 , Rue Vanderschrick 1 - 25 | 50° 49′ 55″ N, 4° 20′ 41″ E | 2271-0011/0              |       |
| 17 | Ensemble d'immeubles, dont la Brasserie Verschueren        | 18 mars 2004                      |           |                                    | Ensemble architectural    | Parvis Saint-gilles 11 - 15, Chaussée de Waterloo 59                            | 50° 49′ 49″ N, 4° 20′ 39″ E | 2271-0071/0              |       |
| 18 | Hetre pleureur (Fagus sylvatica f. pendula)                | 28 mars 2013                      |           |                                    | Arbre Remarquable         | Rue Americaine 17                                                               | 50° 49′ 27″ N, 4° 21′ 19″ E | 2271-0104/0              |       |
| 19 | Hêtre pourpre (Fagus sylvatica f. purpurea)                | 3 septembre 2009                  |           |                                    | Arbre remarquable         | Rue Defacqz 134                                                                 | 50° 49′ 34″ N, 4° 21′ 21″ E | 2271-0083/0              |       |
| 20 | Hêtre pourpre (Fagus sylvatica f. purpurea)                | 3 septembre 2009                  |           |                                    | Arbre remarquable         | Rue Saint-bernard 58                                                            | 50° 49′ 43″ N, 4° 21′ 15″ E | 2271-0090/0              |       |
| 21 | Hôtel de ville de Saint-Gilles                             | 8 août 1988                       | 1900-1904 | Albert Dumont, Auguste Hebbelynck  | Néo-Renaissance italienne | Place Maurice Van Meenen 39                                                     | 50° 49′ 29″ N, 4° 20′ 44″ E | 2271-0012/0              |       |
| 22 | Hôtel Goblet d'Alviella ou Hôtel d'Alcantara               | 19 janvier 1995                   | 1882      | Octave Van Rysselberghe            | Néo-Renaissance italienne | Rue Faider 10                                                                   | 50° 49′ 44″ N, 4° 21′ 24″ E | 2271-0022/0              |       |
| 23 | Hôtel Hannon                                               | 18 novembre 1976 29 novembre 1983 | 1902      | Jules Brunfaut                     | Art Nouveau               | Avenue de la Jonction 1 , Avenue Brugmann                                       | 50° 49′ 15″ N, 4° 21′ 08″ E | 2271-0004/0 2271-0004/01 |       |
| 24 | Hôtel Winssinger                                           | 7 décembre 1984 21 décembre 2007  | 1894-1897 | Victor Horta                       | Art Nouveau               | Ue de L'hotel des Monnaies 66                                                   | 50° 49′ 52″ N, 4° 20′ 55″ E | 2271-0008/0 2271-0008/01 |       |
| 25 | Immeuble à appartements Beaux-Arts                         | 14 juillet 1994                   | 1913      | Léon Janlet                        | Beaux-Arts                | Place Maurice Van Meenen 22                                                     | 50° 49′ 28″ N, 4° 20′ 41″ E | 2271-0013/0              |       |
| 26 | Immeuble de rapport De Beck                                | 8 mai 2008                        | 1902      | Gustave Strauven                   | Art Nouveau               | Avenue Paul Dejaer 9                                                            | 50° 49′ 35″ N, 4° 20′ 40″ E | 2271-0077/0              |       |
| 27 | Immeuble de rapport éclectique                             | 15 janvier 2004                   | 1904      | Jean Maelschalck                   | Eclectisme                | Rue Vanderschrick 10                                                            | 50° 49′ 54″ N, 4° 20′ 39″ E | 2271-0070/0              |       |
| 28 | Immeuble moderniste                                        | 9 mars 1995                       | 1924      | Pierre Verbruggen                  | Modernisme                | Rue Antoine Breart 47 - 49, Rue de Lombardie                                    | 50° 49′ 26″ N, 4° 20′ 52″ E | 2271-0021/0              |       |
| 29 | Laboratoires pharmaceutiques Sanders                       | 19 septembre 1996                 | 1927      | A. Carron, Léon Janlet             | Beaux-Arts                | Rue Henri Wafelaerts 51                                                         | 50° 49′ 17″ N, 4° 21′ 00″ E | 2271-0028/0              |       |
| 30 | Les Hiboux                                                 | 27 octobre 1983                   | 1899      | Edouard Pelseneer                  | Art Nouveau               | Avenue Brugmann 55                                                              | 50° 49′ 15″ N, 4° 21′ 08″ E | 2271-0007/0              |       |
| 31 | Maison Art nouveau                                         | 7 juin 2001                       | 1895      | Paul Hankar                        | Art Nouveau               | Avenue Ducpetiaux 47                                                            | 50° 49′ 25″ N, 4° 21′ 04″ E | 2271-0057/0              |       |
| 32 | Maison Art nouveau                                         | 27 novembre 1997                  | 1899      | Armand Van Waesberghe              | Art Nouveau               | Rue d'irlande 52                                                                | 50° 49′ 35″ N, 4° 21′ 06″ E | 2271-0054/0              |       |
| 33 | Maison Art nouveau                                         | 4 décembre 1997                   | 1904      | Benjamin De Lestre                 | Art Nouveau               | Rue Africaine 92                                                                | 50° 49′ 30″ N, 4° 21′ 27″ E | 2271-0049/0              |       |
| 34 | Maison Art nouveau                                         | 6 juillet 2006                    | 1905      | Paul Vizzavona                     | Art Nouveau               | Rue de Roumanie 40                                                              | 50° 49′ 39″ N, 4° 21′ 01″ E | 2271-0079/0              |       |
| 35 | Maison Art nouveau                                         | 12 février 1998                   | 1907      | Paul Hamesse                       | Art Nouveau               | Place Antoine Delporte 17                                                       | 50° 49′ 22″ N, 4° 20′ 45″ E | 2271-0052/0              |       |
| 36 | Maison Art nouveau                                         | 19 juillet 2001                   | 1911      |                                    | Art Nouveau               | Chaussée de Forest 20 A - 20                                                    | 50° 49′ 56″ N, 4° 20′ 32″ E | 2271-0066/0              |       |
| 37 | Maison Forge                                               | 28 juin 2001                      | 1898      | Paul Hankar                        | Art Nouveau               | Avenue Paul Dejaer 10                                                           | 50° 49′ 35″ N, 4° 20′ 42″ E | 2271-0056/0              |       |
| 38 | Maison Hoguet                                              | 29 octobre 1998                   | 1929      | G. Ligo                            | Art Déco                  | Rue de Rome 24 - 28                                                             | 50° 49′ 47″ N, 4° 20′ 45″ E | 2271-0027/0              |       |
| 39 | Maison J.B. Aglave                                         | 6 novembre 1997                   | 1898      | Paul Hankar                        | Art Nouveau               | Rue Antoine Breart 7                                                            | 50° 49′ 27″ N, 4° 20′ 59″ E | 2271-0051/0              |       |
| 40 | Maison néoclassique                                        | 22 janvier 2004                   | 1860      |                                    | Néoclassique              | Rue Coenraets 56                                                                | 50° 49′ 56″ N, 4° 20′ 16″ E | 2271-0068/0              |       |
| 41 | Maison Peereboom                                           | 6 juillet 2006                    | 1898      | Georges Peereboom                  | Art Nouveau               | Avenue Jef Lambeaux 12                                                          | 50° 49′ 27″ N, 4° 20′ 46″ E | 2271-0076/0              |       |
| 42 | Maison Pelgrims                                            | 21 juin 2001                      | 1905      | Adolphe Pirenne                    | Eclectisme                | Rue de Parme 69                                                                 | 50° 49′ 43″ N, 4° 20′ 55″ E | 2271-0063/0              |       |
| 43 | Maison-atelier de Jean Gouweloos                           | 9 octobre 1997                    | 1896      | Paul Hankar                        | Art Nouveau               | Rue d'irlande 70                                                                | 50° 49′ 33″ N, 4° 21′ 09″ E | 2271-0037/0              |       |
| 44 | Maison personnelle de l'architecte Georges Delcoigne       | 6 juillet 2006                    | 1899      | Georges Delcoigne                  | Art Nouveau               | Place Louis Morichar 14                                                         | 50° 49′ 39″ N, 4° 20′ 56″ E | 2271-0053/0              |       |
| 45 | Maison personnelle de l'architecte Paul Hamesse            | 23 octobre 1997                   | 1909      | Paul Hamesse                       | Art Nouveau               | Avenue Jef Lambeaux 25                                                          | 50° 49′ 24″ N, 4° 20′ 46″ E | 2271-0047/0              |       |
| 46 | Maison personnelle de l'architecte Paul Hankar             | 26 mai 1975                       | 1893      | Paul Hankar                        | Art Nouveau               | Rue Defacqz 71                                                                  | 50° 49′ 38″ N, 4° 21′ 29″ E | 2271-0003/0              |       |
| 47 | Maison personnelle et atelier de l'architecte Victor Horta | 16 octobre 1963 29 novembre 2012  | 1898-1901 | Victor Horta                       | Art Nouveau               | Rue Americaine 23 - 25                                                          | 50° 49′ 27″ N, 4° 21′ 20″ E | 2271-0002/0 2271-0002/1  |       |
| 48 | Maisons Hanssens                                           | 3 octobre 1996                    |           | Paul Hankar                        | Art Nouveau               | Avenue Ducpetiaux 13 - 15                                                       | 50° 49′ 26″ N, 4° 21′ 11″ E | 2271-0040/0              |       |
| 49 | Maisons Jaspar                                             | 17 octobre 2013 20 juillet 2000   | 1894      | Paul Hankar                        | Art Nouveau               | Rue de la Croix de Pierre 76 - 80                                               | 50° 49′ 45″ N, 4° 21′ 07″ E | 2271-0055/1 2271-0055/0  |       |
| 50 | Maison Van Bellinghen Tomberg                              | 6 juillet 2006                    | 1900      | Ernest Blerot                      | Art Nouveau               | Place Louis Morichar 41                                                         | 50° 49′ 36″ N, 4° 20′ 53″ E | 2271-0078/0              |       |
| 51 | Parc Pierre Paulus de Parme                                | 17 avril 1997                     |           |                                    | Parc                      | Rue de Parme, Rue des Etudiants, Rue de L'hotel des Monnaies 120                | 50° 49′ 45″ N, 4° 20′ 53″ E | 2271-0026/0              |       |
| 52 | Platane commun (Platanus x hispanica)                      | 22 décembre 2005                  |           |                                    | Arbre remarquable         | Avenue Henri Jaspar 102                                                         | 50° 49′ 58″ N, 4° 20′ 57″ E | 2271-0072/0              |       |
| 53 | Platane (Platanus x hispanica)                             | 27 mars 2014                      |           |                                    | Arbre Remarquable         | Rue de Suisse 35                                                                | 50° 49′ 57″ N, 4° 21′ 12″ E | 2271-0105/0              |       |
| 54 | Prison de Saint-Gilles                                     | 2 avril 2015                      | 1878-1884 | François Derre                     | Eclectisme, Néo-Tudor     | Avenue Ducpetiaux 106                                                           | 50° 49′ 20″ N, 4° 20′ 48″ E | 2271-0046/0              |       |